# やくざ絶唱
「やくざ絶唱」（やくざぜっしょう）は、1970年7月11日に公開された日本映画。大映制作・ダイニチ映配配給。カラー。シネマスコープ。92分。監督は増村保造。やくざの兄が妹に対して抱く異常なまでの愛情を描いた映画である。

## スタッフ
- 企画：藤井浩明、林万夫
- 監督：増村保造
- 原作：黒岩重吾「西成山王ホテル崖の花」
- 脚本：池田一朗
- 撮影：小林節雄
- 美術：矢野友久
- 音楽：林光
- 録音：須田武雄
- 照明：渡辺長治
- 編集：中静達治
- スチル：薫森良民

## 出演者
- 立松実：勝新太郎
- 立松あかね：大谷直子
- 犬丸裕二：田村正和
- 犬丸泰助：加藤嘉
- 犬丸里枝：荒木道子
- 貝塚茂太郎：川津祐介
- 本田進：青山良彦
- 可奈江：太地喜和子
- 木山：早川雄三
- 石川：内田朝雄
- 宮沢：中条静夫
- 外山：橋本力
- 久井：平泉征
- 森川：中田勉
- 木山の客：伊東光一
- 朱実：米山ゆかり
- トルコ風呂の客：武江義雄
- トルコ風呂の女：甲斐弘子
- バーテン：谷謙一
- ホステス：三笠すみれ
- 警官：河島尚真
- 刑事：仲村隆
- 運転手：飛田喜佐夫
- 飲屋のお女将：花村泰子
- 飲屋の客：杉森麟
- 女中：川内悦子
- 花山組組員：中原健、荒木康夫
- 東風会会員：松山新一、九段吾郎

## 同時上映
『女の警察 乱れ蝶』
- 脚本：中西隆三 / 監督：小沢啓一 / 主演：小林旭 / 日活作品（ダイニチ映配配給）
- 『女の警察』シリーズ第4作にして最終作。

## 映像ソフト
- 2014年8月29日より、角川書店からDVDが発売されている。